# سرخیو لوپس میرو
سرخیو لوپس میرو (اسپانیایی: Sergio López Miró‎؛ زادهٔ ۱۵ اوت ۱۹۶۸) شناگر اهل اسپانیا بود.
وی در مسابقات کشوری و بین‌المللی در مجموع برندهٔ ۱ مدال طلا، ۱ مدال نقره، ۲ مدال برنز شده‌است.